# 꾸러기 천사들
《꾸러기 천사들》은 EBS 1TV에서 2011년 4월 4일부터 2011년 12월 30일까지 방영된 어린이 드라마이다.

## 등장인물
《주연들》
나현서 (배우 최다인) : 말괄량이지만 똑부러지는 성격에 야무지고 의젓한 소녀. 사과같은 얼굴에 초롱초롱한 눈을 가졌다. 채린이와 친한친구. 상장은 '똑순이상'. 29화에서 본인은 싫어하고 주혁이를 좋아하는 동생 때문에 심술이 나서 동생이랑 싸우고 주혁이랑 짝이 되기 싫다고 심술을 부렸지만 그래도 동생이랑 화해하는 모습을 보인다.
강채린 (배우 이영은) : 1화에서 유치원에 맨 처음 온 전학생이다. 부잣집 외동딸. 여우같이 새침하고 공주병, 잘난 척이 심하지만 사랑스럽고 여성스러운 외모를 가졌다. 발레리나가 되는 게 꿈이며 발레, 피아노, 바이올린, 영어학원을 한꺼번에 다닌다. 여성스러워서 그런지 남자아이들한테 인기가 많다. 머리띠, 머리핀 등 예쁜 장신구들을 좋아하고 항상 유치원에 예쁜 스티커북을 가지고 다닌다. 현서와 친한친구. 상장은 '예쁜 어린이상'.
현민 (배우 김세준): 베트남계 한국인 혼혈인이자 외아들. 예민하지만 씩씩하고 채린이를 잘 챙겨주고 배려하는 착한 마음씨를 가졌다. 축구선수가 되는 게 꿈이다. 채린이와 사이가 좋다. 36화에서 민이가 김치를 담글 때 김치 양념을 너무 많이 넣었고 본인이 만든 김치를 많이 먹다가 결국 배탈이 나서 화장실에 갔다 오자 그만 바닥에 쓰러졌고, 여자애들이 괜찮냐고 걱정을 하였다. 상장은 '재간둥이상'.
김푸름 (배우 장민교): 어려서부터 어머니를 잃고 아버지와 고모랑 산다. 착하고 또래보다 어른스럽고 솔선수범한데다가 오빠, 형처럼 행동한다. 때로는 실수를 하거나 장난스러울 때도 있다. 오빠, 형처럼 행동해서 '보라반 브레인'이라는 별명을 가졌다. 아버지와 고모의 사랑을 듬뿍 받고 자랐다. 의사선생님이 되는 게 꿈이다. 상장은 '바른 어린이상'.
《조연들》
유해라 (배우 박혜진) : 통통한 체형을 가졌고 식탐이 많다. 먹는 것, 귀여운 것을 좋아하고 애교를 잘 부린다. 미소를 잃지 않고 잘 울고 감수성이 풍부한 말괄량이 소녀. 말버릇은 항상 해라는~(ex."해라는 인형놀이 좋아하는데." 등등)이런 3인칭화를 쓴다. 형제로는 언니가 있다. 뷔페식당 사장이 되는 게 꿈이다. 채린이를 따라한다고 다이어트를 몇 번 시도하지만 작심삼일로 포기할 때가 많다. 상장은 '하하호호상'.
이무진 (배우 배윤식): 장난치기를 좋아하고 친구를 놀리고 까불거리는 성격. 하지만 남을 잘 웃긴다. 어떨 때는 착한 일도 한다. 개그맨이 되는 게 꿈이다. 23화에서 민이한테 민이 팬티는 줄무늬라고 놀리자 민이는 그만하라고 버럭 화를 냈다. 결국 도가 지나친 장난 때문에 민이는 폭발해서 무진이의 팔을 꼬집었고 본인은 팔에 결국 상처가 나서 엉엉 울었다. 33화에서 아이들한테 웃긴 모습을 잘 보여주었는데 결국 긴장이 되서 조마조마하였다. 화장실에서도 연습을 해도 잘 안되고, 무대공포증이 있어서 긴장을 자꾸 하였다. 언젠가부터 씩씩하고 당당한 모습을 보이기 시작하였다. 상장은 '익살꾸러기상.' 여담으로 성격 때문인지 호불호가 갈리는 캐릭터다.
신주혁 (배우 카엘 콜로도치카), 신주희 (배우 타니샤 조) 남매 : 24화부터 새로 등장한 전학생. 호주계 한국인인 혼혈이자 이란성 쌍둥이 남매이다. 신주혁은 엉뚱한데다가 개구쟁이이며, 신주희는 주혁이의 쌍둥이 누나이며 지는 것을 싫어하고 여우같이 새침하고 투정을 잘 부리는 말괄량이이며, 츤데레 성격이다. 또 수학을 잘하고 똑똑하다. 24화에서 주희가 처음 전학을 오면서부터 장터를 하는 데 자기가 가격을 마음대로 정하고 투정부리다가 결국 물건 장터에서 음식 장터로 옮기고, 아이들에게 왕따를 당하고 간식 시간에 멍하니 있다가 간식 안 먹고, 장터도 안 하겠다면서 갑자기 발끈하여 해라의 간식을 밀치고 울음을 터뜨리자, 선생님이랑 벤치에 앉아서 상담하고 주희는 웃음을 되찾는다. 대신 돈을 바꿔주는 은행장 역할을 맡게 된다. 32화 에서 크레파스를 새 것으로 사달라고 엄마한테 조르자 엄마는 안 된다고 하더니 "엄마는 구두쇠" 라고 하고 결국 새 크레파스를 산다. 친구들에게 본받아서 결국 새 것이라고 무조건 좋은 것은 아니라고, 새 크레파스는 초등학교 입학하면 쓸 거라고 다짐하면서 엄마한테 칭찬을 받는다. 마지막회에서는 민이가 율동을 자꾸 틀린다고 주희가 갑자기 선생님께 짝을 바꿔달라고 하더니 선생님이 폭발하고 율동을 틀린다고 짝을 바꿔 달라거나 이제 곧 초등학교에 입학하는 데 아직도 응석부리고 떼쓰는 건 옳지 못한다고 언성을 높인다. 그 뒤, 선생님이 떠난다는 소식을 듣고 괜히 투정부린 것을 한탄한다. 졸업식 날 율동을 틀리지 않고 잘 하게 된다. 보다시피 신주희는 새침한 성격에서 점점 천사로 변하는 모습을 보인다.
나윤서 : 현서의 동생. 언니와 장난을 치고 응석꾸러기지만 우애는 깊다. 그리고 영어를 잘한다. 주혁이를 좋아한다.
이전 등장인물
민건우 (배우 : 위현태): 조용하고 소심한 성격이다. 말수가 적고 매사에 두려움이 많고 무대 공포증이 있다. 경찰관이 되는 게 꿈이다. 아버지의 회사 때문에 나리와 함께 멀리 전학을 가게 된다. 21화 이후로 더 이상 등장하지 않는다. 상장은 '고운 마음 상'.
마나리 (배우 : 알래다이스 하나) : 한국인 아빠와 이탈리아인 엄마 사이에서 태어난 혼혈인. 외모는 여성스럽지만 성격은 털털하다. 운동을 잘 하고 간호사가 되는 게 꿈이다. 외할아버지 간호를 위해 나리는 미국으로 전학을 가게 되고, 21화 이후로 더 이상 등장하지 않는다. 상장은 '독서 공주상'.
그 외 등장인물
한가은 선생님 (배우 민아령) : 보라반 담임선생님. 예쁘고 상냥하지만 마지막회(39회 이별 그리고 새로운 시작)에서 아이들이 율동을 틀린다고 장난을 친다고 친구가 자꾸 괴롭힌다고 하더니 결국 폭발해서 아이들에게 언성을 높이지만, 한가은 선생님이 유학을 가신다는 말을 들은 아이들이 괜히 투정부렸다고 한탄하자 결국 아이들은 선생님한테 안겨서 다신 투정부리지 않겠다고 다짐하면서 엉엉 울고, 율동을 잘 하게 되고 졸업앨범을 나눠 주는 자상한 모습을 보인다.
푸름이 아빠(배우 김한) : 합기도장을 운영하며 유치원에서 아이들에게 체육을 가르쳐준다. 자상하고 웃음을 잃지 않고 보라반 아이들에게 재미있는 체육 수업을 가르치신다.
박기사 아저씨 (배우 박충선) : 유치원 통학버스를 운전하고 아이들한테 재미있는 모습을 보여주신다.
안복희 선생님 (개그우먼 안영미) : 이 유치원의 원감이자 빨강반 담임선생님, 까칠하고 종종 거칠게 구는 모습을 본다.
현서 엄마 (배우 오지영) : 작은천사 키즈카페에서 일하신다. 성격은 재미있고 잘 웃고 자상하다.
현서 아빠 (배우 안정훈) : 딸을 무척 사랑하신다.
현서 할아버지 (배우 이종구)
채린이 엄마 (배우 손유경) : 도도하고 우아하다. 7화에서 현서 생일파티에 못간 딸이 발레학원에서 수업에 집중을 못 하고 발레선생님이 타박한뒤에 딸은 생일파티에 못 가서 울먹이면서 나만 외톨이라고 한다. 그러자 딸에게 왜 너만 외톨이냐고, 생일파티는 다음에 가면 된다고 타박하였다. 할 수 없이 채린이는 화장실에서 세수를 하고 엄마 몰래 현서네 가게에서 놀았고, 엄마는 그런 딸을 너그럽게 봐주었다.
민이 엄마 (배우 까발레스 에도린) : 베트남계 한국인이자 혼혈인. 23화에서 추석이라 베트남에 계시는 외할아버지, 외할머니를 만나러 베트남에 가기로 했는데 결국 아버지가 비상에 걸려서 베트남에 갈 수 없었고, 아들이 한복을 입고 유치원에 갔는데 한복이 너무 작아서 도련님 한복을 사달라고 졸랐고, 베트남에 가는 게 더 중요하다고 하면서 엄마는 그 말을 이해해준다. 유치원에서 세배하는 자세를 배우다가 그만 바지 뒤쪽이 찢어져서 채린이가 눈을 가리고 "꺄악~!" 하고 비명을 질렀다. 결국 민이는 체육복을 입고, 다음에 아빠랑 베트남에 가자고 약속을 해도 아들은 안 믿고, 일치감치 피자를 사서 아들방으로 들어가는데 아들이 그린 외할아버지와 외할머니 그림을 망치고 "한번도 보지 못한 할아버지, 할머니인데." 라고 하자 이게 무슨 말버릇이냐며 호되게 야단쳤고, 속상한 아들은 엄마가 산 피자를 바닥에 밀쳐버린다. 그리고 엄마는 "나도 엄마 아빠 보고 싶다고!" 라며 통곡한다. 잠시 후에 베트남에 계시는 외할아버지와 외할머니가 택배로 선물들과 편지를 보내주고, 외할머니가 직접 만든 옷들도 입어보고 아들과 화해를 한다. 베트남계 한국인이라서 그런지 월남쌈, 쌀국수 등 베트남 음식을 좋아하고 잘 만든다.
나리 엄마 (배우 크리스티나 콘팔로니에리)
무진이 엄마 (배우 안현정)
주희, 주혁이 엄마 (배우 황은정)